# Oscar the Grouch
Oscar the Grouch (Oscar il Brontolone) è un Muppet protagonista del programma televisivo Sesame Street
Oscar vive in una pattumiera che dall'interno è più grande da quello che sembra dall'esterno: Oscar ha molti animali domestici, fra cui Fluffy il suo elefante di cui si vede solo la proboscide, e Smiley, il suo "verme domestico". All'interno vi sono anche. una piscina, una fattoria, una pista da pattinaggio, campo da bocce e un pianoforte. Nel film Le avventure di Elmo in Brontolandia, viene scoperto che nell'interno della pattumiera di Oscar vi è un portale che porta alla città di "Brontolandia" (Grouchland), luogo d'origine di tutti i Grouch.
Oscar ha anche una fidanzata di nome Grundgetta, anche se si amano l'un l'altro, il loro rapporto è (comprensibilmente) un po' burrascoso.

## Personalità
Oscar appartiene alla specie immaginaria dei Grouch (Brontoloni), e come la maggior parte di loro vive in un bidone della spazzatura dove accumula  vari tipi di spazzatura e altri oggetti inutili; Oscar è molto pessimista, ha un pessimo carattere ed è brontolone (da cui prende il nome della specie) e detesta vedere altre persone contente. Quelle rare volte che Oscar sembra felice, non lo ammetterà mai.
Nonostante ciò, Oscar si preoccupa dei suoi amici.
Lo scopo di Oscar è di insegnare al pubblico che anche una persona poco gradevole può essere premuroso e altruista.

## Curiosità
- Nella prima stagione di Sesame Street, Oscar aveva una pelliccia arancione. Successivamente, nella stagione 2, Oscar divenne verde.
- Oscar fa un cameo in Una notte al museo 2 - La fuga.